# Port lotniczy Surkhet
Port lotniczy Surkhet – port lotniczy położony 5 kilometrów od Birendra Nagar w Nepalu.